# Forchbahn Be 8/8
De Forchbahn Be 8/8 en Bt is een elektrisch treinstel bestemd voor het regionaal personenvervoer van de Forchbahn (FB).

## Geschiedenis
Het treinstel werd door Schweizerische Wagon- und Aufzugfabrik (SWS), Schindler Waggon (SWP) en BBC Baden ontworpen en gebouwd ter vervanging van de BDe 4/4 11–14 (1959), 15–16 (1966).

## Constructie en techniek
Het treinstel is opgebouwd uit een stalen frame. Deze treinstellen kunnen tot drie stellen gecombineerd rijden.
Het stuurstand rijtuig bezit een cabine en kan daarom alleen functioneren in combinatie met een soortgenoot van het type Be 8/8 en Be 4/4 in de andere richting.

### Elektrische tractie
Het traject in het stadsgebied van de VBZ werd geëlektrificeerd met een spanning van 600 volt gelijkstroom en op het traject van Zürich Rehalp naar Esslingen van de Forchbahn werd geëlektrificeerd met een spanning van 1200 volt gelijkstroom.

## Treindiensten
De treinen worden door de Forchbahn (FB) in gezet op het traject:
- Zürich - Esslingen, Forchbahn

## Foto's

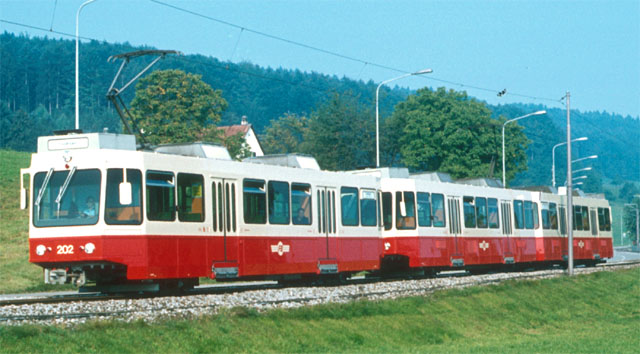
Forchbahn Bt: 2002 + Be 30 / 29 in 1982 te Neue Forch
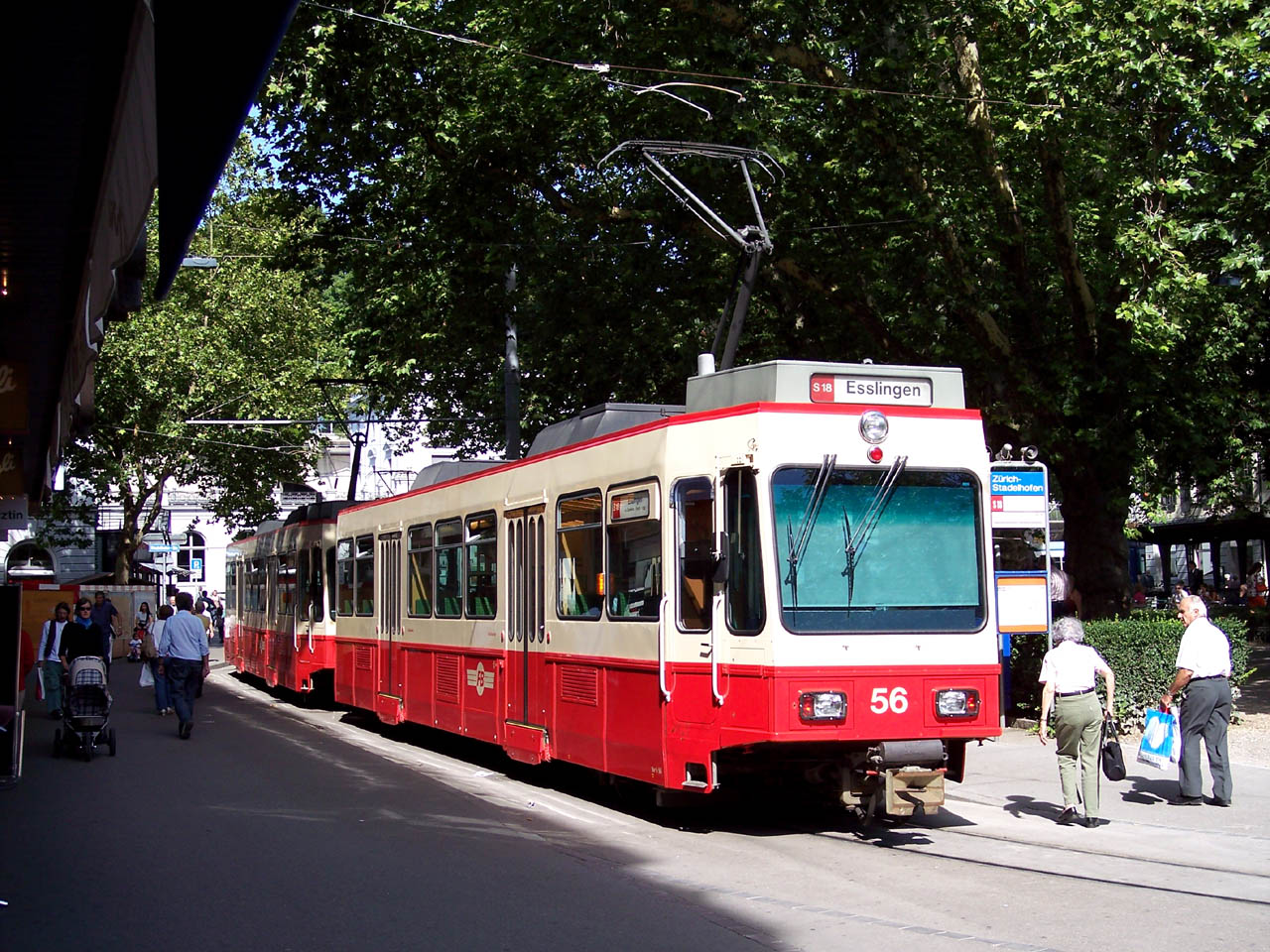